# Doritos

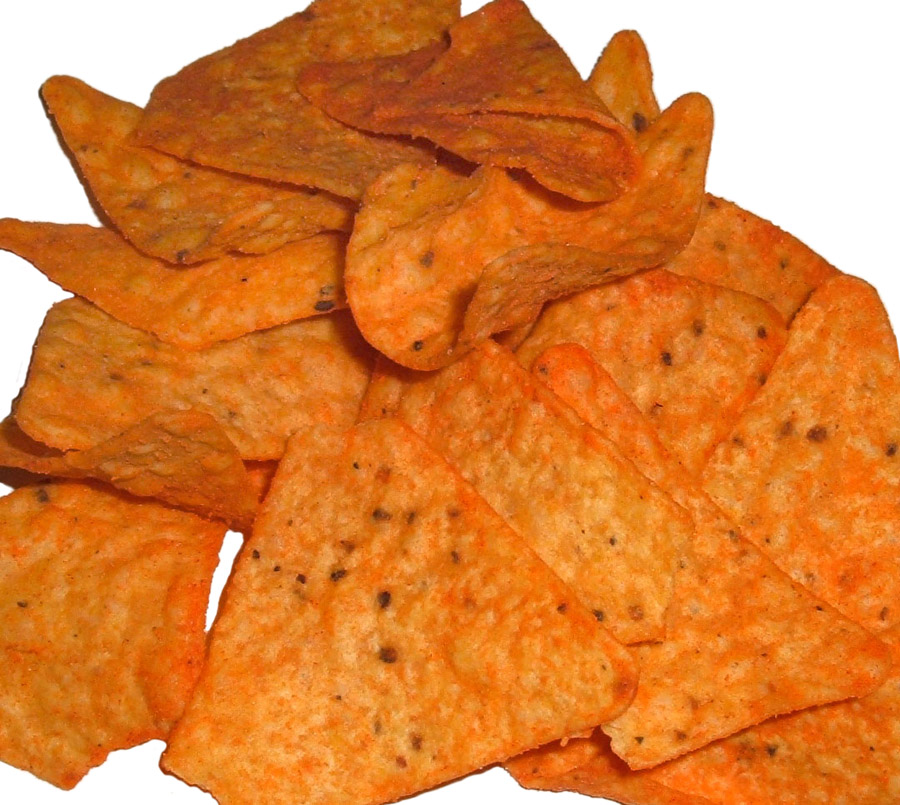
Doritos

Doritos is een merk tortillachips en onderdeel van PepsiCo. Het zoutje wordt in Veurne (België) voor de Europese markt geproduceerd.
De driehoekvormige snack is verkrijgbaar in verschillende smaken en in kleiner formaat zijn er Doritos Bits. Voor bij de chips zijn twee salsadips verkrijgbaar.

## Geschiedenis
In 1966 introduceerde Frito-Lay  (Amerikaanse chips-fabrikant) tortillachips op de Amerikaanse markt onder de merknaam ‘Doritos’. De naam betekent in het Spaans: ‘kleine stukjes goud’. In Nederland werd Doritos in 1996 in twee smaken op de markt gebracht; Nacho Cheese en U.S. Original. Daarna is het bedrijf op gezette tijden nieuwe smaken blijven introduceren.